# Andrej Koerbski

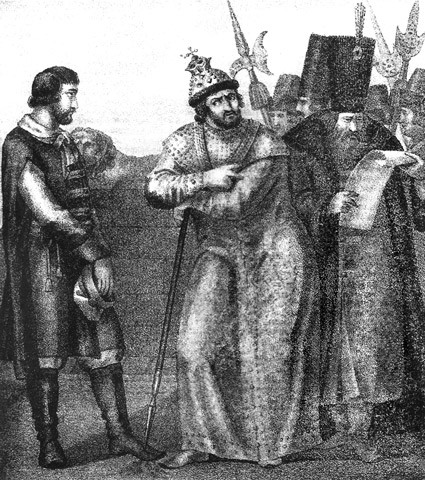
Ivan IV wordt een brief van Andrej Koerbski voorgelezen

Andrej Michailovitsj Koerbski (Russisch: Андрей Михайлович Курбский) (1528-1583) was een afstammeling van de Ruriken en behoorde daardoor tot de oude adel in het grootvorstendom Moskou. 
De naam Koerbski is ontleend aan het plaatsje Koerba in de buurt van Jaroslavl. 
Vorst Andrej Koerbski was een succesvol legeraanvoerder in de Lijflandse Oorlog (1558-1583), maar deserteerde op 30 april 1564 vanuit Dorpat (het huidige Tartu) naar Litouwen en trad in dienst van de Poolse koning Sigismund II. De aanleiding hiervoor was de oprichting van Ivan IV's opritsjnina's, die gericht waren de macht van de lokale vorsten aan banden te leggen. 
In ballingschap onderhield hij een briefwisseling met tsaar Ivan IV waarin hij deze zijn despotisme verweet. Daarnaast schreef hij de Geschiedenis van de grootvorst van Moskou. Zijn geschriften worden beschouwd als een belangrijke bron voor de Russische geschiedenis in de 16e eeuw. Door zijn vijandschap tegenover Ivan IV had hij een belangrijke invloed op diens negatieve imago in de geschiedschrijving.
- Slektsforskning (Андрей Михайлович Курбский)